# Chejr vonný

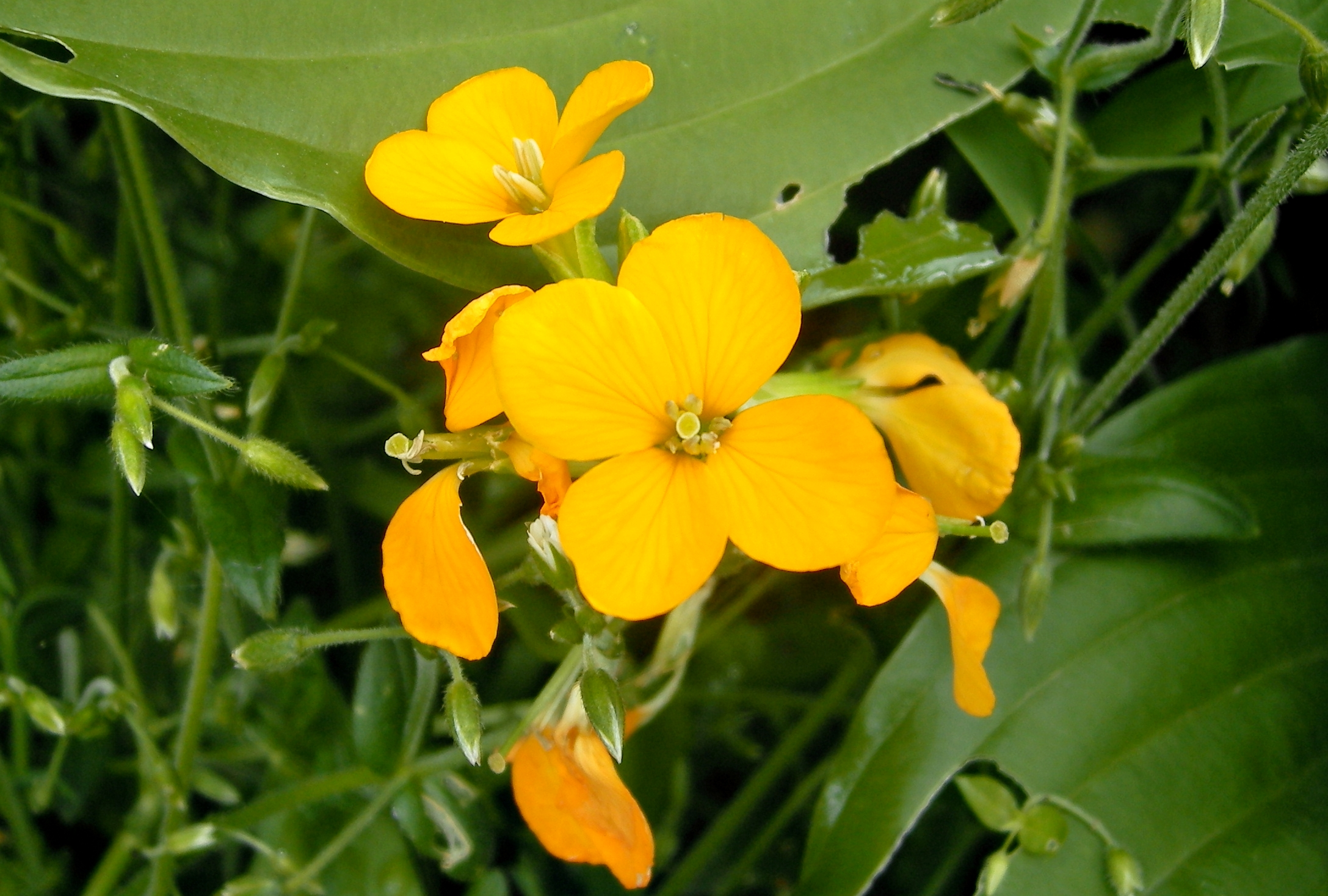
Květ

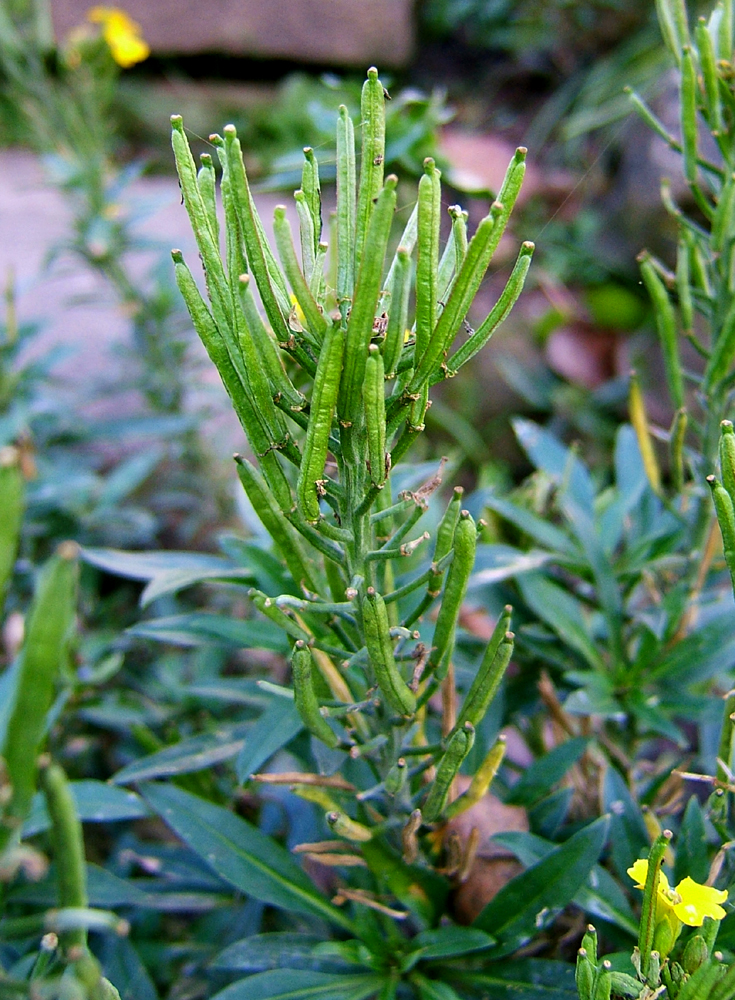
Nezralé tobolky

Chejr vonný (Erysimum cheiri) je dvouletá okrasná rostlina keřovitého vzrůstu, která v létě vykvétá hrozny žlutých, bílých, oranžových i červených květů. Je jednou z nejstarších zahradních květin, není ale v české přírodě původní, nýbrž je považována za naturalizovaný neofyt. Druh vznikl pravděpodobně ve starověku v teplém a kamenitém Řecku křížením, nejčastěji jsou za jeho rodiče považovány druhy Erysimum corinthium a Erysimum senoneri.
Rostlinu Carl Linné původně zařadil do rodu Cheiranthus (chejr) a pojmenoval Cheiranthus cheiri, toto jméno převzal ze starého perského pojmenování „chejri“. Později rostlinu sice David Cranz přeřadil do rodu Erysimum (trýzel), ale zažité původní české pojmenování chejr vonný nezaniklo a doposud se široce užívá. Jelikož je bylina považována za hybrid, používá se někdy správnější vědecké pojmenování Cheiranthus × cheiri.

## Rozšíření
Rostlina se ze svého původního Řecka postupně rozšířila, vyjma Skandinávie, Polska, Běloruska, Pobaltí, Ukrajiny a Ruska do celé Evropy, na část Blízkého východu i na severozápad Afriky. Mimo Evropu také roste v Americe v Kanadě, na západě Spojených států amerických i v Ekvádoru a na Falklandských ostrovech, zatímco v Asii zdomácněla na Korejském poloostrově a na východě Číny. Byla zavlečena i na oba hlavní ostrovy Nového Zélandu.

## Ekologie
Bylina chejr vonný, s lidovým názvem „zimní fiala“, je v českých podmínkách obvykle dvouletá rostlina. V roce výsevu vyroste přízemní růžice listů, která přezimuje. V následujícím roce z ní vyraší lodyhy s květy a po uzrání plodů rostlina uhyne. Takto se chová ve střední Evropě s chladnými zimami, kdežto v teplých středomořských oblastech je chejr vonný obvykle krátce trvanlivým polokeřem, který přežívá několik zim a na jaře vždy vykvete. Roste tam také na rumištích, ve štěrbinách skal, v mezerách kamenitých stěn a podobně. Vyžaduje sušší, na vápník bohatou půdu a slunné stanoviště, je vděčný za půdu obohacenou humusem. Rostliny obvykle ve střední Evropě kvetou v květnu a červnu, v jižní Evropě průběžně během celého letního období. Počet chromozomů 2n = 14.

## Popis
Dvouletá bylina s vřetenovitým kořenem a přízemní růžicí celokrajných nebo mělce zubatých listů, které jsou na koncích špičaté a na rubové straně chlupaté. Z růžice rostoucí přímé nebo vystoupavé, u báze dřevnatící, slabě hranaté lodyhy dlouhé 20 až 60 cm s jizvami po opadaných listech i střídavé listy jsou celé hustě pokryté přitisklými chlupy. Listy mají čepel jednoduchou, kopinatou, 3 až 7 cm dlouhou a 0,5 až 1 cm širokou, na bázi zúženou, na konci špičatou a po obvodě celokrajnou; dolní lodyžní listy mají řapík až 3 cm dlouhý a horní jsou přisedlé.
Květy s asi 1 cm dlouhými, přímo odstálými stopkami vytvářejí až šedesátikvěté hroznovité květenství bez listenů. Oboupohlavný, čtyřčetný, voňavý květ má přímé, kopinaté kališní lístky asi 1 cm dlouhé, načervenalé, dva z nich, vnitřní, jsou vakovitě vyduté. Korunní lístky jsou široce obvejčité, náhle zúžené do 6 cm dlouhého nehtu, obvykle 1,5 až 2,5 cm dlouhé a 0,5 až 1 cm široké, na vrcholu okrouhlé nebo plytce vykrojené. Jsou žluté až žlutohnědé, u šlechtěných odrůd dále smetanové, růžové, oranžové, hnědočervené, karmínové nebo žíhané. Čtyři tyčinky mají prašníky velké asi 4 mm. Válcovitý horní semeník obsahuje až šedesát vajíček, čnělka dlouhá jen 2 mm nese hluboce dvoulaločnou bliznu. Květy jsou opylovány hmyzem.
Plody jsou protáhlé, rovné či slabě zakřivené stlačené šešule, na hřbetu 3 až 6 cm dlouhé a 0,2 až 0,3 cm široké, jejichž chlopně mají vyniklou střední žilku. Obsahují deset až padesát rezavě hnědých, v jedné řadě uložených semen, asi 2,5 mm dlouhých a 1,5 mm širokých, která mají na hřbetní straně malý lem.

## Pěstování
Tato ozdobná rostlina se rozmnožuje semeny, která mají klíčivost asi čtyři roky. Ploché, eliptické, žlutohnědé semeno se vysévá v květnu až červnu do studeného pařeniště nebo na výsevný záhon do špetek. Při 18 °C vyklíčí do dvou týdnů a dále se semenáče pěstují při teplotě okolo 12 až 15 °C. Po pikýrováni a rozsazení se rostliny v listopadu vystavují minimálně po dobu jednoho měsíce vernalizačním teplotám okolo +5 °C. Nízké teploty většinou zkracují dobu nutnou do nástupu kvetení a podporují tvorbu postranních výhonů. Doba chladné fáze se u různých kultivarů projevuje rozličně a bývá různě dlouhá.
Bylo vyšlechtěno mnoho kultivarů, které se dělí do dvou kategorií: s jednoduchým květenstvím květů dlouhým 60 až 70 cm nebo s rozvětveným dlouhým 25 až 30 cm, v obou skupinách existují i plnokvěté kultivary. Oba typy se dále rozlišují do čtyř skupin: vysoký jednovýhonový (70 cm), nízký jednovýhonový (35 cm) určený k rychlení, vysoký keřovitý (55 cm) vhodný k venkovní výsadbě a k řezu, nízký keřovitý (30 cm) používaný hlavně na záhony a obruby. Při pěstování silně rostoucích odrůd je vhodné použít retardace růstů, ať už chemicky nebo mechanicky, která ovšem oddálí termín kvetení.
Za příznivé zimy často přežijí i rostliny rostoucí v teplejších oblastech České republiky, proti holomrazům se doporučuje ochrana z chvojí.

## Význam
Chejr vonný je považován za okrasnou rostliny, která sice nepatří k nejrozšířenějším, ale její známost se mezi pěstiteli zvyšuje a využívání se rozšiřuje. Je rostlinou, která byla v místě svého vzniku v Řecku pěstována již v období Římské říše a byla průběžně šířena po evropské straně středomoří.
Rostlina je pro lidi jedovatá ve všech svých částech, zejména v semenech. Obsahuje četné glykosidy, hlavně cheiranthin, které působí na hlavně činnost srdce. Je běžnou léčivou rostlinou v perské medicíně a v současné době se na světových trzích používají některé tradiční výrobky z jejich květů. Pro akutní a chronická zánětlivá onemocnění, jako je artritida, endometrióza a mastitida, byly používány tradiční přípravky z květů připravené v různých dávkových formách, včetně macerátů, pleťových vod, sedacích koupelí a obkladů. V současné medicíně se léčivých vlastností chejru vonného nevyužívá.